# Fermín Uriarte
Fermín Uriarte (* 1902; † 18. Dezember 1972) war ein uruguayischer Fußballspieler.

## Verein
Abwehrspieler Uriarte gehörte mindestens von 1923 bis 1924 dem Kader des in der Primera División spielenden Vereins Centro Atlético Lito an. 1923 belegte man den fünften Tabellenplatz, 1924 wurde er mit seiner Mannschaft Dritter in der während der Phase der Spaltung der Organisationsstruktur des uruguayischen Fußballs von der Federación Uruguaya de Football (FUF) ausgespielten Parallel-Meisterschaft.

## Nationalmannschaft
Uriarte war auch Mitglied der uruguayischen A-Nationalmannschaft. Insgesamt absolvierte er von seinem Debüt am 24. Juni 1923 bis zu seinem letzten Spiel für die Celeste am 22. August 1925 14 Länderspiele. Einen Treffer erzielte er nicht.
Er nahm mit der Nationalelf an der Südamerikameisterschaften 1923 und 1924 teil, bei denen Uruguay jeweils den Titel gewann. Bei den Olympischen Sommerspielen 1924 feierte Uriarte mit dem Kader der Celeste schließlich seinen größten Karriereerfolg. Die Mannschaft wurde Olympiasieger. Im Verlaufe des Turniers kam er jedoch nicht zum Einsatz.
Darüber hinaus wirkte er im Jahr 1923 bei der Copa Gran Premio de Honor Uruguayo, der Copa Gran Premio de Honor Argentino und der Copa Lipton mit.

## Erfolge
- Olympiasieger 1924
- Südamerikameister 1923, 1924